# هراتمة
هراتمة هي قرية في مقاطعة مباركة، إيران. عدد سكان هذه القرية هو 1,335 في سنة 2006.